# Last of the Sharpshooters
Last of the Sharpshooters è il quinto album della band skate punk Down by Law. In seguito a questo lavoro il cantante Dave Smalley fondò la band side-project The Sharpshooters

## Tracce
1. USA Today
2. No Equalizer
3. Call To Arms
4. Guns Of '96
5. Get Out
6. Burning Heart
7. Question Marks & Periods
8. Urban Napalm
9. D.J.G.
10. Concrete Times
11. No One Gets Away
12. The Last Goodbye
13. Factory Day
14. The Cool Crowd
15. Self-Destruction

## Formazione
- Dave Smalley - voce, chitarra
- Sam Williams III - chitarra
- John Di Mambro - basso
- Chris Lagerborg - batteria